# Sân bay Butare
Sân bay Butare (IATA: BTQ, ICAO: HRYI) là một sân bay ở thành phố Butare, Rwanda.